# Salah Nemer
Salaheldin Mahmoud Nemer (ur. 5 lutego 1992) – sudański piłkarz grający na pozycji środkowego obrońcy. Od 2016 jest zawodnikiem klubu Al-Merreikh.

## Kariera klubowa
Swoją karierę piłkarską Nemer rozpoczął w klubie Al-Merreikh Al-Thagher, w barwach którego zadebiutował w 2009 roku w drugiej lidze sudańskiej. W 2012 przeszedł do Al-Chartum, a w połowie 2016 został zawodnikiem Al-Merreikh. Wywalczył z nim trzy mistrzostwa Sudanu w sezonach 2018, 2018/2019 i 2019/2020, trzy wicemistrzostwa w sezonach 2016, 2017 i 2020/2021 oraz zdobył Puchar Sudanu w sezonie 2018.

## Kariera reprezentacyjna
W reprezentacji Sudanu Nemer zadebiutował 19 listopada 2014 w przegranym 0:1 meczu kwalifikacji do Pucharu Narodów Afryki 2015 z Kongiem, rozegranym w Chartumie. W 2022 roku został powołany do kadry na Puchar Narodów Afryki 2021. Na tym turnieju rozegrał dwa mecze grupowe: z Gwineą Bissau (0:0) i z Nigerią (1:3).